# Герб ЗАТО посёлок Горный
Герб ЗАТО посёлок Горный Забайкальского края Российской Федерации — официальный символ муниципального образования.
Герб утверждён Решением № 27 Собрания представителей ЗАТО посёлок Горный 8 августа 2005 года.
Герб внесён в Государственный геральдический регистр Российской Федерации под регистрационным номером 1957.

## Описание герба
«В червлёном поле вписанное зелёное остриё, поверх всего золотой миндалевидный щит и за ним два таковых же золотых меча рукоятями вверх». 

## Описание символики
Герб языком символов и аллегорий отражает исторические и природные особенности п. Горный.
Геральдическая фигура — остриё своей формой напоминает гору и таким образом аллегорически указывает на название посёлка, делая герб гласным. Зелёный цвет, символизирующий в геральдике здоровье, экологию, жизненный рост, в гербе посёлка отражает чистоту природы, окружающей Горный.
Посёлок Горный является военным городком, о чём говорят щит и меч — традиционные символы вооружённых сил.
Красный цвет — символ мужества, отваги, силы и труда подчёркивает воинскую символику герба.
Золото в геральдике — символ уважения, богатства, стабильности, интеллекта.
Герб разработан при содействии Союза геральдистов России.
Авторы герба: идея герба — Хрустов Юрий Николаевич (п. Горный), Константин Мочёнов (Химки); обоснование символики — Кирилл Переходенко (Конаково); компьютерный дизайн — Галина Русанова (Москва).